# Émile Oustalet

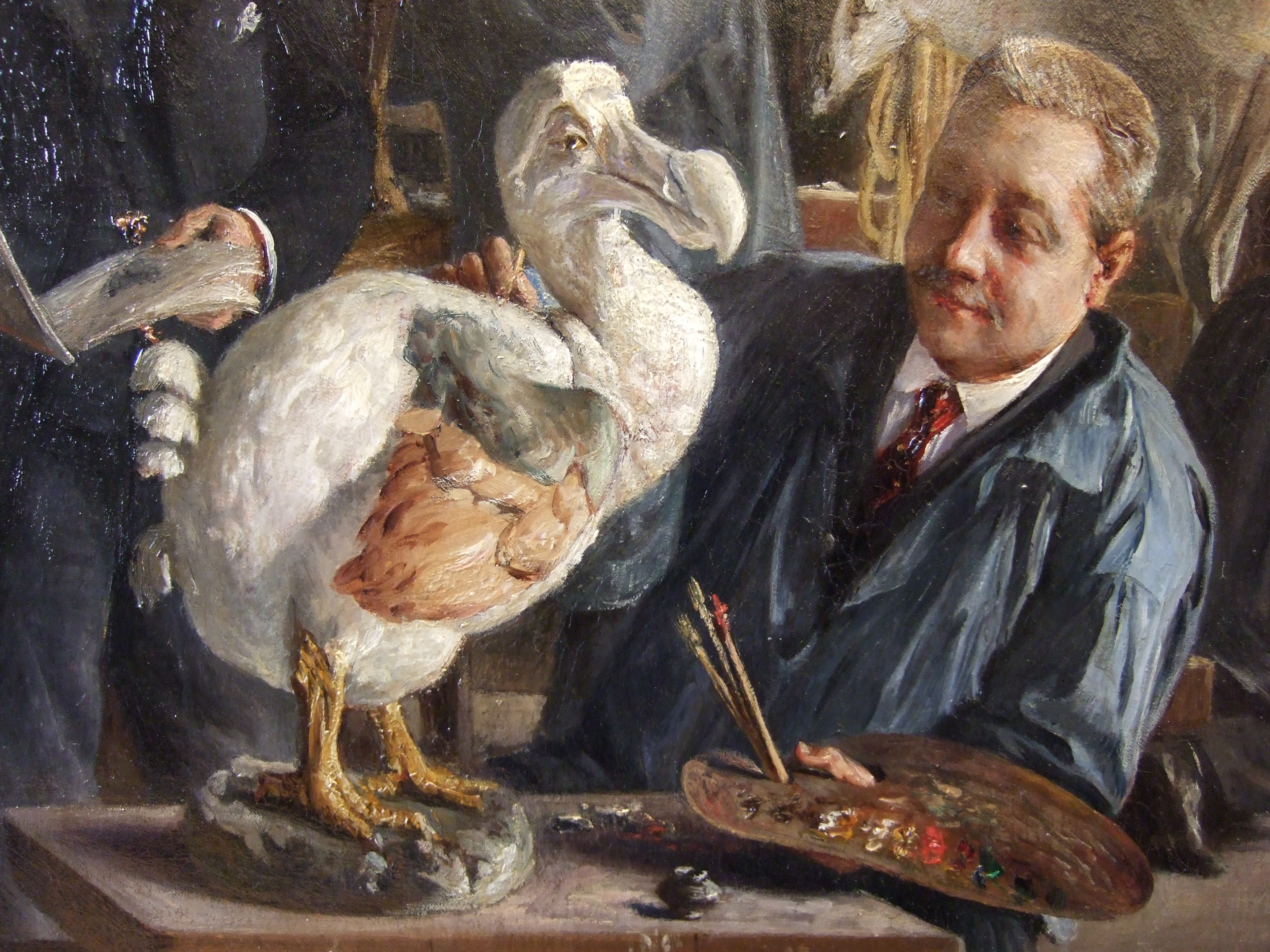
Reconstrução de um dodô pelo professor Oustalet.

Jean-Frédéric Émile Oustalet (24 de agosto de 1844 - 23 de outubro de 1905) foi um zoólogo francês.
Oustalet nasceu em Montbéliard, no departamento de Doubs. Ele estudou na Ecole des Hautes Etudes e seu primeiro trabalho científico foi sobre os órgãos respiratórios de larvas de libélula. Ele foi contratado pelo Museu Nacional de História Natural, onde sucedeu Jules Verreaux como naturalista-assistente em 1873. Em 1900, ele sucedeu Alphonse Milne-Edwards como Professor de Mamalogia.
Ele é co-autor Les Oiseaux de la Chine (1877) com Armand David, e também escreveu Les Oiseaux du Cambodge (1899).
Oustalet foi presidente do terceiro Congresso Internacional de Ornitologia, realizado em Paris em 1900.